# Nazionale maschile di rugby a 15 del Niger
La nazionale di rugby XV del Niger rappresenta il Niger nel rugby a 15 in ambito internazionale.